# Zmienność genetyczna
Zmienność genetyczna – naturalne różnice sekwencji DNA (genotypu) organizmów jednego gatunku. Różnice te mogą powodować zmiany w budowie białek lub czasie i miejscu ich wytwarzania, w efekcie prowadząc do różnic w fenotypie, np. inne ubarwienie sierści, różna odporność na zmiany temperatury, zdolność (lub jej brak) do trawienia laktozy. Wiele cech, które są zróżnicowane genetycznie prawdopodobnie nie ma wpływu na przeżycie organizmów (np. kolor oczu u ludzi), ale zmienność genetyczna cech, które mogą wpłynąć na przystosowanie organizmów, to „paliwo” ewolucji. 
Organizmy mogą się też różnić niekodującymi sekwencjami DNA. Takie różnice nie mają znanego nam wpływu na fenotyp, ale są użyteczne w analizie zmienności genetycznej przez biologów.
Zróżnicowanie genetyczne jest ważne dla odporności danego gatunku na pasożyty - jeśli dany gatunek jest w niedużym stopniu zmienny, to pasożyt (np. wirus, bakteria) musi przystosować się do niewielu genotypów gospodarzy i może łatwo odnieść sukces. Z tego powodu monokultury uprawne łatwiej ulegają atakowi pasożytów, a przy ochronie gatunków zagrożonych wyginięciem trzeba zachować pewną minimalną pulę genową zapewniającą zmienność genetyczną.
Stopień zmienności genetycznej różnych gatunków pozwala wysnuć wnioski co do ich przeszłości - wiadomo np., że gepardy przeżyły bardzo silne zredukowanie liczebności i odrodziły się z niewielkiej grupy osobników, gdyż są w niewielkim stopniu zmienne. Ludzie również są stosunkowo mało zróżnicowanym genetycznie gatunkiem. Badaniem zmienności genetycznej zajmuje się genetyka populacyjna. 
Źródłem zmienności genetycznej są mutacje, powodujące pojawianie się nowych wariantów sekwencji DNA. Dzięki zaś rekombinacji DNA powstają nowe zestawienia różnic genetycznych.